# Верх-Камышенка (Заринский район)
Верх-Камышенка — село в Заринском районе Алтайского края России. Административный центр сельского поселения Верх-Камышенский сельсовет.

## География
Находится на северо-востоке Алтайского края, в юго-западной части Заринского района, на берегах реки Камышинки (приток реки Чумыш). Абсолютная высота 199 метров над уровнем моря. Расстояние до города Заринска 12 км.

## Население
| 1997 | 1998 | 1999 | 2000 | 2001 | 2002 |
| ---- | ---- | ---- | ---- | ---- | ---- |
| 790  | ↘788 | ↘778 | →778 | ↗793 | ↘753 |
| 2003 | 2004 | 2005 | 2006 | 2007 | 2008 |
| ↘740 | ↘734 | ↘718 | ↘703 | ↗717 | ↗718 |
| 2009 | 2010 | 2011 | 2012 | 2013 |      |
| ↘705 | ↗717 | ↘711 | ↘706 | ↘705 |      |

## Инфраструктура
Имеется средняя общеобразовательная школа , дом культуры, ФАП, отделение «Почты России».
Уличная сеть включает в себя 13 улиц и 3 переулка.

## Известные жители
- Горяйнов, Михаил Николаевич (1917—1954) — уроженец села, фронтовик, полный кавалер ордена Славы. После войны вернулся в родное село, работал бригадиром тракторной бригады.
- Чирков, Александр Афанасьевич (1925—1944) — уроженец села, фронтовик, Герой Советского Союза (1944), демобилизован в 1943-м по ранению, через год умер и похоронен в селе.